# مارکو زانینی
مارکو زانینی (به ایتالیایی: Marco Zanini)؛ (زادهٔ ۱۹۷۱ میلادی) یک طراح مُد اهل ایتالیا است. او بیشتر به خاطر خدمت به عنوان مدیر خلاق مزون اسکیاپارلی در سال ۲۰۱۴ میلادی، نظارت او بر اولین نمایش صحنه‌ای خانۀ مُد کوتور از زمان بسته شدن آن در سال ۱۹۵۴ میلادی مورد توجه قرار گرفت. این امر پس از رهبری موفقیت‌آمیز در هالستون و روشاس رخ داد.

## حرفه
پس از فارغ‌التحصیلی از آکادمی جدید هنرهای زیبا در سال ۲۰۰۵ میلادی، زانینی به عنوان دستیار اول لارنس استیل به کار ادامه داد.